# Dobřejovice
Dobřejovice är en ort i Tjeckien.   Den ligger i regionen Mellersta Böhmen, i den centrala delen av landet, 16 km sydost om huvudstaden Prag. Dobřejovice ligger 327 meter över havet och antalet invånare är 658.
Terrängen runt Dobřejovice är lite kuperad.Runt Dobřejovice är det ganska tätbefolkat, med 111 invånare per kvadratkilometer. Närmaste större samhälle är Prag, 16,3 km nordväst om Dobřejovice. Trakten runt Dobřejovice består till största delen av jordbruksmark.